# Nicolas Janvier
Nicolas Janvier (Saint-Malo, 11 de agosto de 1998) es un futbolista francés. Juega en la posición de centrocampista y desde 2023 milita en el Alanyaspor de la Superliga de Turquía. Ha sido internacional con la selección francesa en las categorías sub-16 a sub-20.

## Trayectoria

### Clubes
Janvier nació el 11 de agosto de 1998 en la comuna de Saint-Malo y a los seis años se unió a la Association Jeanne d'Arc. Al poco tiempo, se trasladó a Rennes para jugar en las divisiones inferiores del Stade Rennais. En 2015, disputó junto al equipo sub-19 la Copa Gambardella, donde en los cuartos de final le anotó un gol a la A. J. Auxerre en un partido que finalizó 3:1 a su favor.
En agosto de 2015, poco antes de cumplir diecisiete años, firmó su primer contrato con la institución por tres años. En octubre, el entrenador Philippe Montanier lo incluyó en su lista de jugadores que viajarían a Mónaco para jugar un encuentro contra el A. S. Mónaco. Sin embargo, su debut se produjo el 11 de diciembre en un partido de liga contra el S. M. Caen, en el que ingresó al campo de juego en el minuto 83. Con diecisiete años, tres meses y veintinueve días, Janvier se convirtió en el cuarto futbolista más joven en disputar un encuentro con el club. En julio de 2017, extendió su contrato por dos años.

### Selección nacional
Con la selección francesa sub-16, Janvier disputó doce partidos y marcó cuatro goles. Con la sub-17, jugó cinco encuentros en el Campeonato de Europa Sub-17 de la UEFA 2015, que los franceses ganaron tras derrotar a Alemania en la final. Ese año, disputó la Copa Mundial de Fútbol Sub-17, en la que jugó en tres oportunidades, todas por la fase de grupos; en el tercer encuentro, Janvier marcó dos goles y entregó una asistencia. Con la sub-19 tuvo dieciséis participaciones y marcó cuatro goles, mientras que con la sub-20 disputó tres encuentros y no pudo convertir.

#### Participaciones en Copas del Mundo
| Mundial                     | Sede  | Resultado        |
| --------------------------- | ----- | ---------------- |
| Copa Mundial Sub-17 de 2015 | Chile | Octavos de final |

#### Participaciones en Eurocopas
| Torneo                  | Sede     | Resultado |
| ----------------------- | -------- | --------- |
| Eurocopa Sub-17 de 2015 | Bulgaria | Campeón   |

## Estadísticas
La siguiente tabla detalla los encuentros disputados y los goles marcados por Janvier en los clubes en los que ha militado.
| Club                  | Temporada           | Liga | Liga | Liga | Copas nacionales * | Copas nacionales * | Copas nacionales * | Copas internacionales | Copas internacionales | Copas internacionales | Total | Total | Total |
| Club                  | Temporada           | PJ   | G    | A    | PJ                 | G                  | A                  | PJ                    | G                     | A                     | PJ    | G     | A     |
| --------------------- | ------------------- | ---- | ---- | ---- | ------------------ | ------------------ | ------------------ | --------------------- | --------------------- | --------------------- | ----- | ----- | ----- |
| Stade Rennais Francia | 2015-16             | 3    | 0    | 0    | 1                  | 0                  | 0                  | 0                     | 0                     | 0                     | 4     | 0     | 0     |
| Stade Rennais Francia | 2016-17             | 4    | 0    | 0    | 2                  | 0                  | 0                  | 0                     | 0                     | 0                     | 6     | 0     | 0     |
| Stade Rennais Francia | 2017-18             | 3    | 0    | 0    | 1                  | 0                  | 0                  | 0                     | 0                     | 0                     | 4     | 0     | 0     |
| Stade Rennais Francia | 2018-19             | 1    | 0    | 0    | 0                  | 0                  | 0                  | 0                     | 0                     | 0                     | 1     | 0     | 0     |
| Total en su carrera   | Total en su carrera | 11   | 0    | 0    | 4                  | 0                  | 0                  | 0                     | 0                     | 0                     | 15    | 0     | 0     |

- (*) Copa de la Liga de Francia y Copa de Francia.

## Palmarés

### Títulos nacionales
| Título          | Club                | País    | Año  |
| --------------- | ------------------- | ------- | ---- |
| Copa de Francia | Stade Rennais F. C. | Francia | 2019 |